# Afzetter

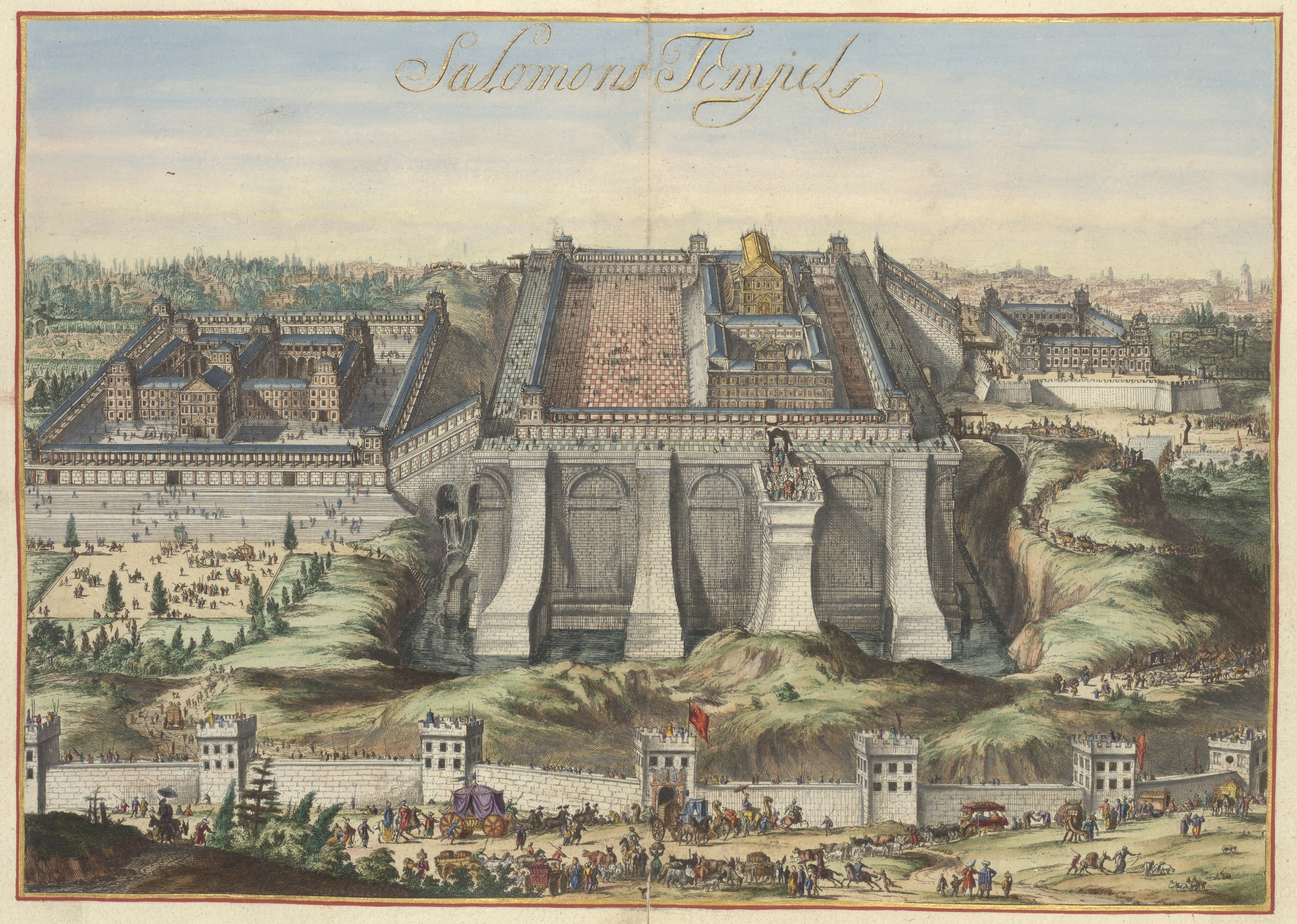
Biblia 1682 tempel

Een afzetter (afsetter, kaartafsetter) was iemand die kaarten, prenten, atlassen en boeken inkleurde en van handgeschreven teksten voorzag. 

## Beschrijving
Na de uitvinding van de boekdrukkunst in de 17e tot begin 19e eeuw werden kaarten, prenten en boeken vrijwel allemaal in zwartwit of grijstinten gedrukt.
Vooral voor rijkere opdrachtgevers van kaarten en voor luxe uitgaven van wandkaarten, atlassen en prenten werden deze met de hand ingekleurd. Het inkleuren verhoogde de leesbaarheid en gaf de producten een fraaier aanzien, ook gaf het aan dat de eigenaar gefortuneerd genoeg was zich deze luxe te permitteren.
Bij topografische kaarten en plattegronden werden vooral grenzen verduidelijkt door aan een zijde een gekleurde lijn aan te brengen. Ook andere afbeeldingen, meestal in atlassen, werden ingekleurd bekend zijn o.a. stadsgezichten van Frederik de Wit. Vooral bij deze afbeeldingen ging men veel verder dan alleen randomlijningen, soms werd de gehele plaat ingekleurd en kwam het overeen met het werk van de middeleeuwse boekverluchters.
Veel van dit soort drukwerken zijn goed bewaard gebleven, de gesloten boekwerken waren opgeslagen in veelal particuliere bibliotheken.
Doordat de platen vrijwel nooit werden blootgesteld aan licht zijn de kleuren over het algemeen nog fris en levendig.
Voor het inkleuren werd waterverf gebruikt, dit vereiste grote kundigheid omdat de pigmenten direct door het poreuze papier werden geabsorbeerd en fouten dus niet konden worden hersteld. De pigmenten waren vaak kostbaar en werden aangeduid met de  meest uiteenlopende namen zoals uiengroen, drakenbloed, vermiljoen.
In boeken werd soms de eerste letter van een hoofdstuk niet gedrukt, er werd ruimte gehouden zodat de afzetter daar een handgeschreven en ingekleurde letter kon maken.
De kosten waren niet gering, de afrekening van Jan Maertsen voor de opdrachtgever (het Hoogheemraadschap):
Anno 1680. Betaelt aen Jan Maertsen, kaertafsetter ƒ479:8 over het placken ende afsetten van Een en dertigh kaerten met sijn loebehooren ten dienste van de U. Dit bedrag kwam ongeveer overeen met het jaarloon van een vakman in die tijd.
De opdrachten voor duurdere werken werden uitgebreid beschreven: Hiacinthus bottydes carul: De tweede bloem is ligtblau, ende mag gecoloreert worden met schoon middelmatigh asch blauw,  ende wat lakmoes gediept, met de selve observatie als in de eerste verhaelt, naer advenant ende de gelegentheyd des koleurs, die den afsetter sal hebben te considereren, ofte het leven daer by te gebruycken, dat soo hier, als doorgaans de beste cantie ende het sekerste is.

## Bekende Nederlandse afzetters
Vrijwel alle kundige afzetters waren lid van het Sint Lucasgilde, alleen al in Amsterdam waren in de 17e eeuw 150 (kaart)afzetters actief.
Opvallend is ook dat meerdere afzetters vrouwen waren, bijna de helft van de kaartafzetters van Chistoffel Plantijn was vrouw. Ook in het Sint Lucasgilde, dat sinds
de middeleeuwen geen vrouwelijke leden toeliet (ze konden geen vak aanleren), waren toch ook vrouwen als meester ingeschreven.
Het afzetten was niet alleen een bezigheid van vaklieden maar ook veel burgers beoefenden het, op de lagere school werd over het algemeen al onderwijs in de kleurenleer gegeven en het boek van Willem Goeree, Verlichterie-kunde, of recht gebruyck der Water-verwen gaf uitgebreide informatie over de verf en de techniek.

Over het algemeen signeerden de kunstenaars hun werk niet zodat het moeilijk te achterhalen is wie wat heeft afgezet.
- Cornelis Anthonisz. (1505 - 1553). gevestigd in Amsterdam achter de Grote Kerk in 1543 maakte en kleurde hij in opdracht van de Amsterdamse vroedschap de Caerte van Oostlant.
- Abraham van Ceulen, globemaker en kaartafzetter, (Amsterdam, ~1635 - Amsterdam 1707), de Singel Amsterdam, werkplaats In de Atlas, bekend van een Zakglobe (1697).
- Pieter Draexks en Myncken Lieffrincks (1540 - 1594), dit echtpaar werkte bij Plantijn.
- Hendrik Gans (Rotterdam, 1671 - Amsterdam 22 april 1745).
- Jacob van Hal (Antwerpen, 27 augustus 1672 - Antwerpen,  20 april 1750), zijn leermeester was "Marcus Lommelin", leerlingen: Hendrick de Croes,  Jacob de Wit en Hendrick Cantelbeeck.
- Frans Koerten (Hamburg, 1600 - Amsterdam, 1668)[4], hij had zijn winckel-huys aan de Heeregracht in Amsterdam.

| Het gedicht onder zijn portret:                       |
| ----------------------------------------------------- |
| Men looft den Oppersten en eersten Werelt stichter.   |
| die eerst de Werelt brogt in ’t licht uyt duysternis. |
| Maer datz’ ons op papier zo klaer verschenen is.      |
| Dees eer komt KOERTEN toe des wereltkloot verlichter  |

- Johanna de Man (Antwerpen), dochter van Cornelis de Man en Johanna de Bock.
- Eleonora Mennens (Antwerpen), in 1646 toegetreden tot het Sint Lucasgilde.
- Constantia van Merlen (Antwerpen, 2 februari 1609 - Antwerpen, 10 april 1655), dochter van Jonas van Merlen en Cathelijne van Conincxloo.
- Constantia van Merlen (Antwerpen, 8 september 1650 - Antwerpen, 7 november 1706), dochter van Abraham van Merlen en Constatia Alewijns.
- Abraham Ortelius de bekende cartograaf begon zijn loopbaan bij Plantijn in Antwerpen als afzetter.
- Anna en Elizabeth Ortelius, zusters van Abraham werkten voor hem om kaarten in te kleuren, onbewust maakten zij al gebruik van de vierkleurenstelling (Theatrum Orbis Terrarum, 1570) die zij met rood, blauw, geel en groen inkleurden.
- David Reerigh (Opper-Ingelheim, 1628 - na 1698)[5] en Alexander Reerigh, vader en zoon werkzaam op diverse plaatsen in Amsterdam. Kaarten o.a. Delft en Rijnlandt.
- Dirk Jansz van Santen ((1637–1708).

## Afbeeldingen

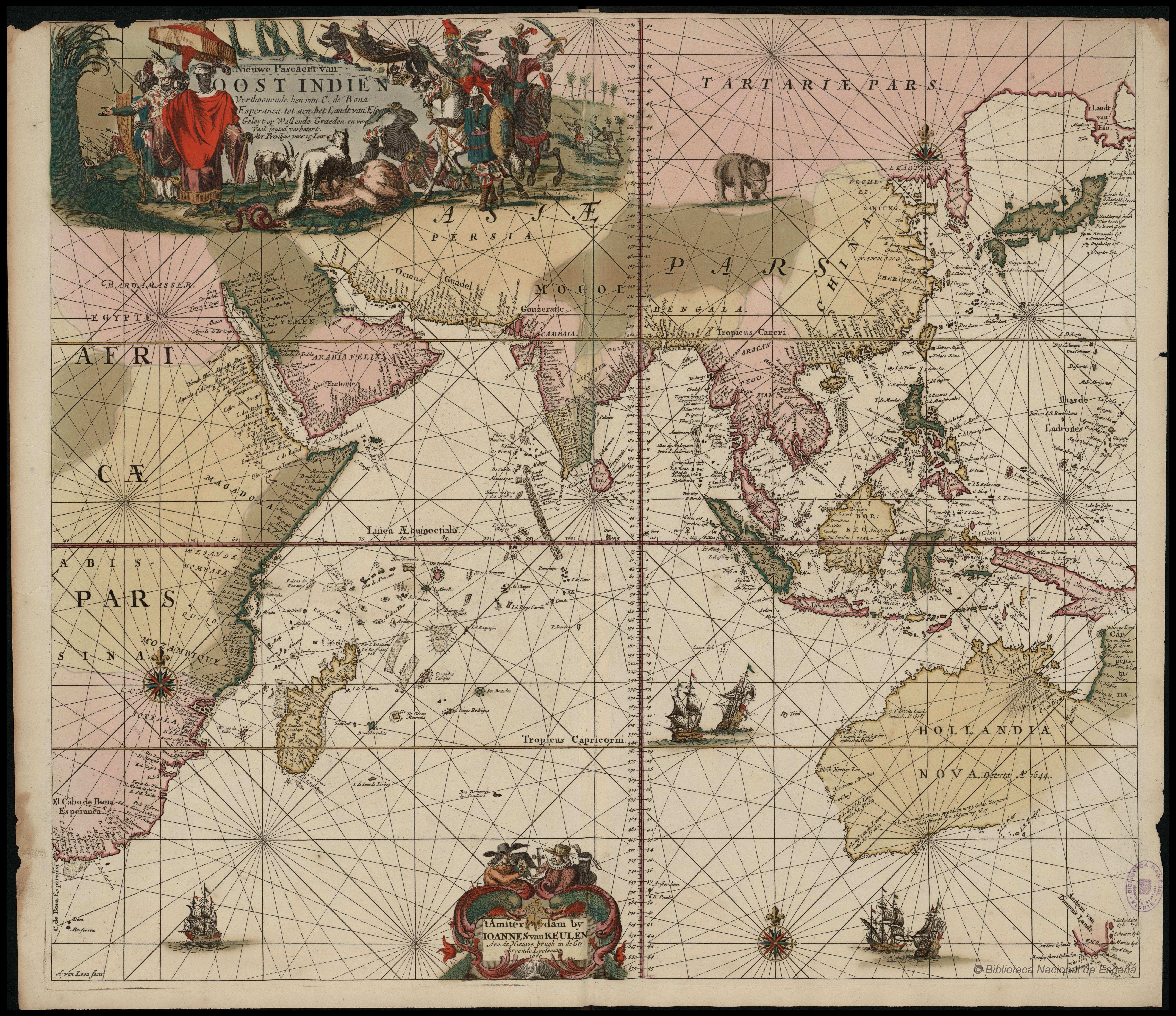
Pascaert van Oost Indien-1680-1735, van Keulen
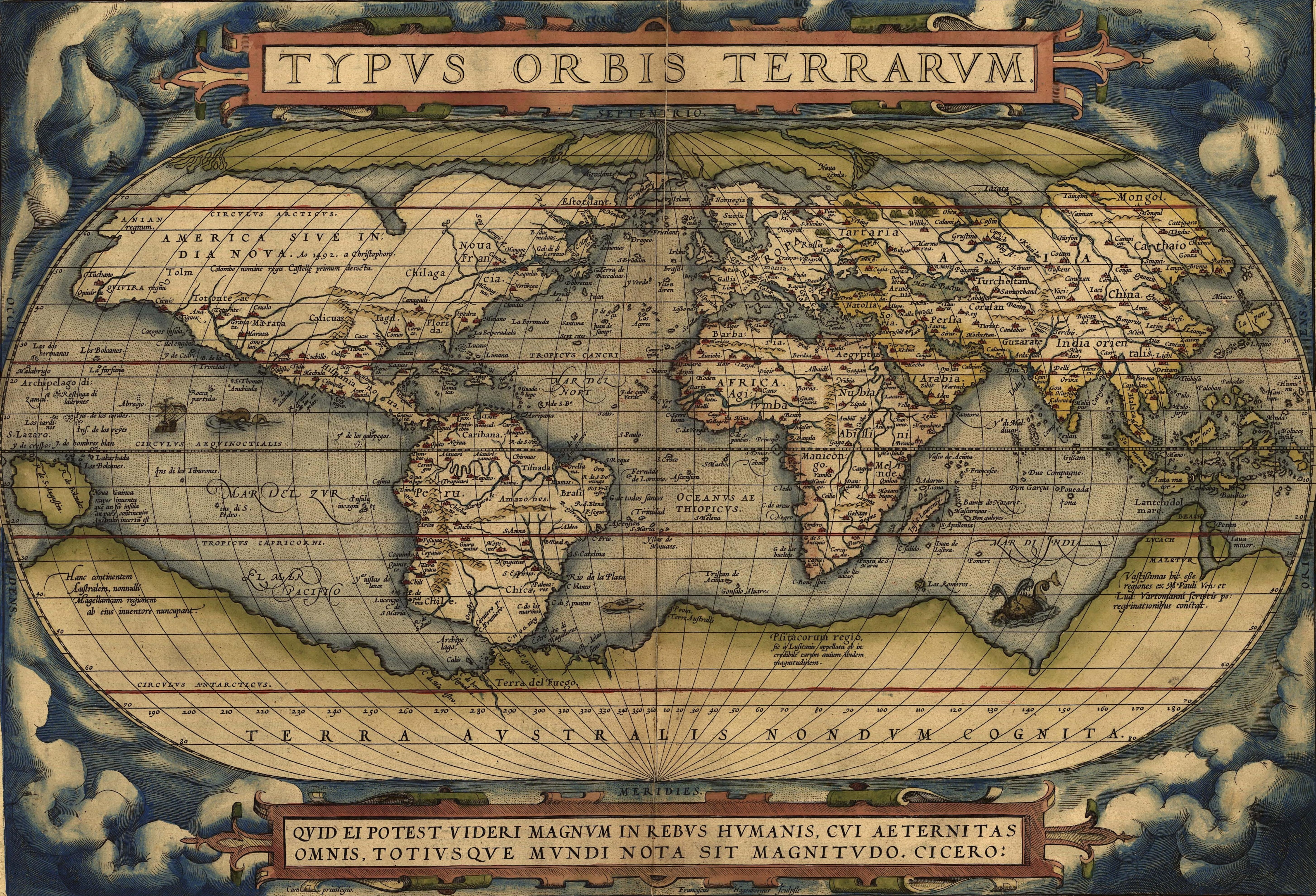
Theatrum Orbis Terrarum, 1570
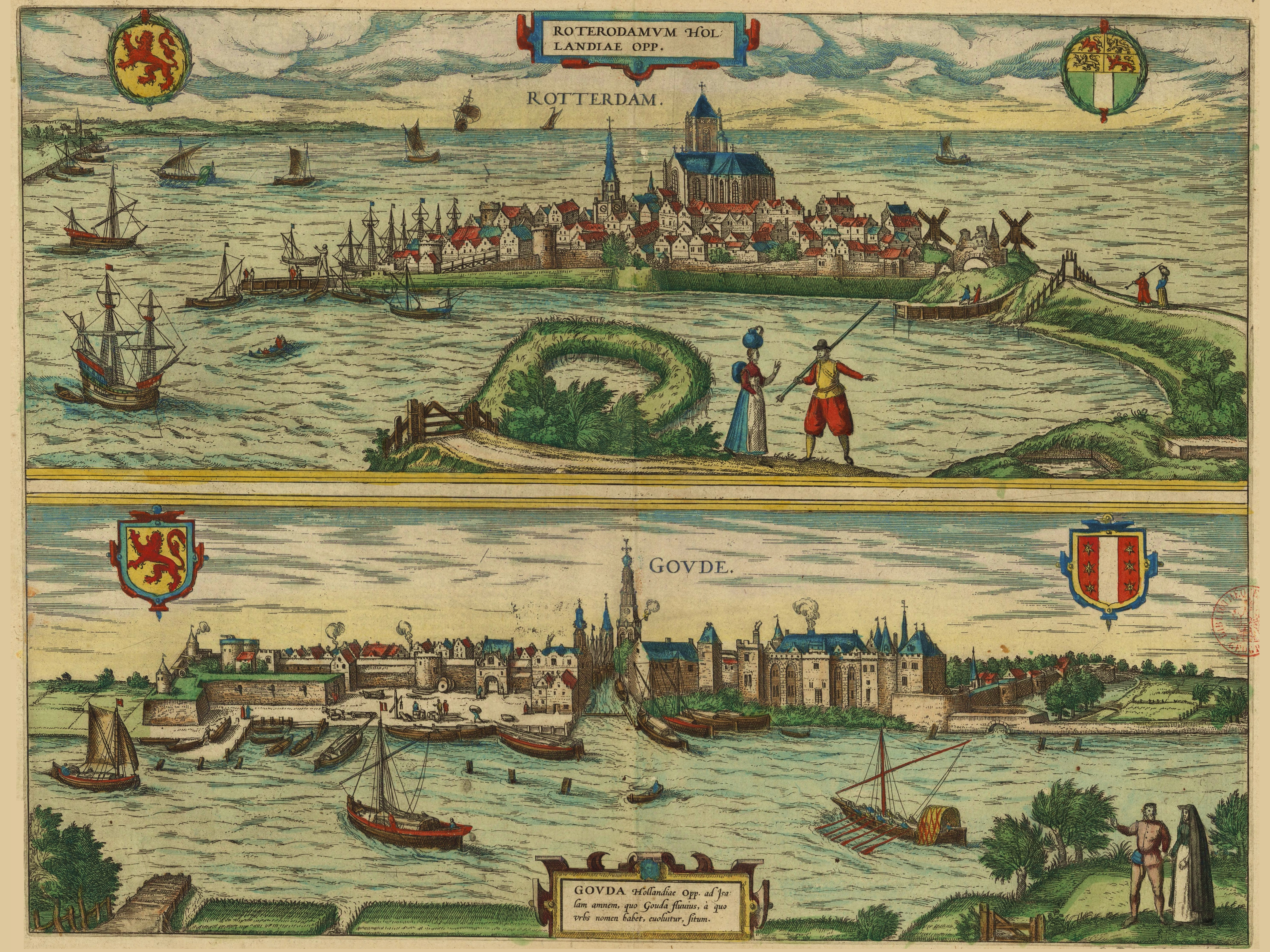
Kaart van Rotterdam & Gouda, Georg Braun
Wereldkaart 1669 door Pieter Goos, afgezet door David Reerigh
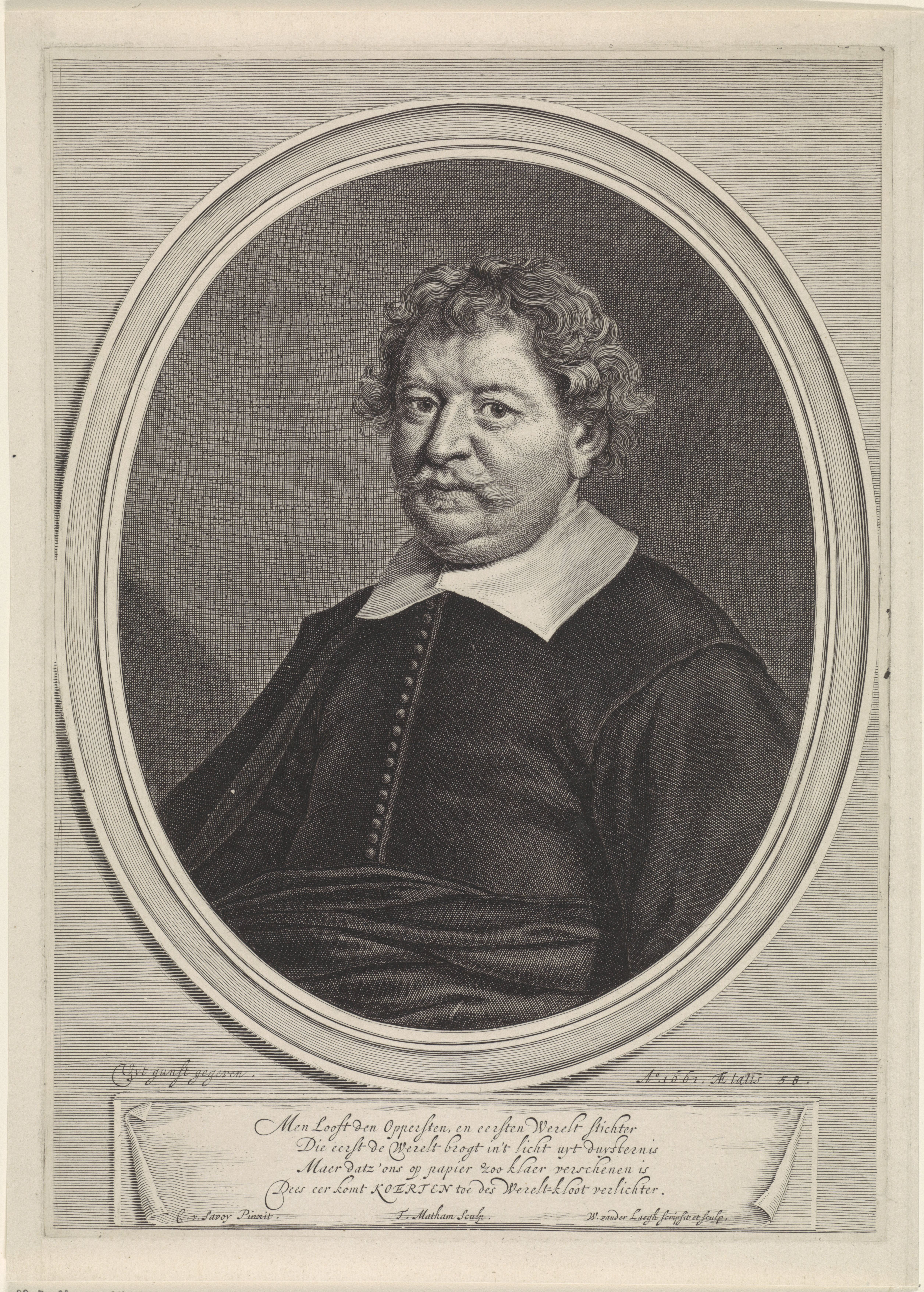
Portret van Frans Koerten

## Trivia
- Afzetter was ook het beroep van degene die, wanneer een wandtapijt gereed was, de contouren en kleuren met verf bijwerkte.
- De huidige (2021) betekenis van het woord afzetter (oplichter) komt waarschijnlijk van struikrovers die een wagen of koets aanhielden, de lading er af zetten en ermee vandoor gingen.[6]